# Fillmore (Nueva York)
Fillmore es un área no incorporada (o conocidas como aldea) ubicada en el condado de Allegany en el estado estadounidense de Nueva York. Fillmore se encuentra ubicada dentro del pueblo de Hume.

## Geografía
Fillmore se encuentra ubicada en las coordenadas 42°27′58″N 78°06′54″O / 42.46611, -78.11500.